# Granegöl (Kråksmåla socken, Småland, 632053-150297)
Granegöl är en sjö i Nybro kommun i Småland och ingår i Alsteråns huvudavrinningsområde.